# 戶川達安
戶川達安（日语：／ Togawa Michiyasu，1567年—1628年1月31日）一作逵安，日本戰國時代、安土桃山時代的武將，江戶時代初期的大名，備中國庭瀨藩初代藩主。原宇喜多氏家臣。戶川秀安的嫡男，母為石川晴清之女，正室為長船綱直之女，後有繼室岡元忠（宇喜多三老之一、利勝）之女。幼名大工（杢）、助七郎，官位是從五位下、肥後守，號覺如。

## 生平

### 青年時期
達安是「宇喜多三老」之一的戶川秀安之子，受到安排而成為宇喜多直家的繼承人宇喜多秀家的侍童。達安幼年即生長得健壯，成年元服後，體格更加強健，並且個子很高，力氣也很大，與家臣團的力士，寺尾作左衛門（割切大鹿之角）、高龜平八（打開加賀燈籠）相較更強。

### 重臣時期
天正七年（1579年），毛利家的小早川隆景鎮守忍城，宇喜多直家率軍至備中國境、備前境內的辛川城與隆景大戰，是為「辛川之役」。13歲的達安，初陣隨父秀安任此役先鋒，達安率別動隊突擊小早川隆景軍側翼，令其混亂退敗而引發「辛川崩」，並與敵方守將互相以槍衾對戰，最終達安討取了敵大將而立下大功。
後來達安繼承父親的備前兒島常山城而成為守將，領有二萬五千六百石、與力９０人、鐵砲足輕４０人，擔任宇喜多家的侍大將連續參與備中高松之陣、小牧長久手之戰、紀州根來眾攻略、四國征伐、九州征伐、小田原征伐，乃成當時宇喜多家的代表武將之一。
天正十年（1582年）在備中高松之陣中，達安與父親秀安代替年幼的宇喜多秀家出陣參與羽柴秀吉（豐臣秀吉）的攻勢，於4月14日率一萬兵力於備中轉戰，奮勇進攻毛利方的冠山、宮路山、加茂等支城。之後在岡山城晉見秀吉，當時16歲的達安獲得秀吉的讚許而建立起在備州的武名。
天正十五年（1587年），達安參與九州征伐，隨初陣的主君宇喜多秀家和毛利輝元及羽柴秀長等將一同包圍日向的高城。4月17日，達安率領備前勢先鋒立下「一番討」前往被島津忠隣夜襲的友軍宮部繼潤（宮部善祥坊）陣營，後藤堂高虎、黑田孝高、龜井茲矩等也率軍來援宮部繼潤，夜中島津義弘則為援助島津忠隣而率軍前來，與達安大戰至拂曉，結果島津勢死屍堆如山，義弘遂撤軍（根白坂之戰），達安先前也參與岩石城、益富城等九州敵勢諸城的攻略，更於攻入大隅、薩摩之時於各處駐軍之地為鼓勵部下銳忠，每晚親自夜巡。
天正十八年（1590年）達安身任秀家的代總大將，參加進攻北條氏的小田原征伐，並且把宇喜多軍的軍裝打扮得極為豪華，受到了諸大名的讚嘆和秀吉的稱讚。
之後達安率領宇喜多軍進攻北條方的山中城，立下一番乘攻下敵方望樓，並成功奪下山中城，翌日，達安又率先登上湯本北面的山上，直迫小田原城，並發射鐵砲，其鐵炮的聲響傳至秀吉本陣，得知此事的秀吉立即派援軍支援補給，並賜糒酒給予達安做為犒賞。

### 朝鮮時期
之後豐臣秀吉於文祿元年（1592年）發動侵略朝鮮的戰爭，達安作為宇喜多軍之一也率軍出戰。有一日，達安率兵出外，遇上朝鮮大軍，家臣中島賁之助是戰憤死，達安援軍打算出去營救，但達安有位新加入不久的家臣伊賀岡市之烝攔阻道：「敵軍看上來有數萬，此難有作為。請退回本陣等待誘敵、以圖欺敵。」達安回應說：「如在此退去，敵必乘勝追擊。這裡只有奮戰至死而決不能退卻。」並立刻爬上後山，乘勢攻破敵方後陣，並打擊山野小路上正在敗退的朝鮮陣營，討取了首級數百。
之後日軍先鋒加藤清正的軍勢直攻入朝鮮京城後，又直趨北方邊界的兀良哈掃討朝鮮軍，然而北方的極寒加上兵糧運輸為朝鮮水軍所截斷，加藤軍於前線孤立無援，達安為此率軍急赴兀良哈，接濟加藤軍、援救了加藤清正。
文祿二年（1593年）明朝呼應朝鮮的請求出動援軍，由李如松率領的四萬明朝軍隊擊破了平壤的日軍一號隊小西行長，並且南下打算收復京城，日軍為此撤退至京城商議迎擊或籠城，最後在立花宗茂以及小早川隆景的堅持下決定出戰明軍。日軍因此分軍，由小早川隆景和立花宗茂等為先鋒隊，此時達安作為宇喜多軍的一員屬本隊之一。
在立花宗茂做為先鋒隊一號隊於早晨時分擊破明軍先鋒查大受後，兩方軍勢在中午於碧蹄館周邊縱向列陣，此時達安的主君宇喜多秀家為了爭功而想超越先鋒隊的軍陣以立下先陣之功，然而小早川隆景分軍三隊擋住宇喜多軍勢並開始和明軍開戰，更傳令要求宇喜多軍做為伏軍以適時加入戰局，最後隆景配合小早川秀包、立花宗茂包圍住明軍，宇喜多軍也在立花宗茂的傳令下伏擊出戰，此時達安率宇喜多軍加入戰局，和秀包、宗茂兩位同年的將領一同奮戰擊退明軍。晚年的達安在二代將軍德川秀忠前敘述此事，與立花宗茂同得嘉許。
其後參加攻略幸州山城之戰，與吉川廣家、毛利元康三隊挺進突破城柵，接著參加第二次晉州城攻略戰，立下僅次於後藤基次的二番乘之戰功。
慶長二年（1597年）8月12日，參予南原城攻略戰，達安的部隊以其家臣完耳太郎兵衛、青井善兵衛為首立下了一番乘，並討取了3千餘首級。

### 宇喜多騷動
文祿元年（1592年），宇喜多三老的岡利勝（元忠、家利，和子家利曾經同名）病死後，達安擔任了各項國政的重臣，然而文祿三年（1594年）主君宇喜多秀家突然解除達安為國政所擔負的職務，因為秀家當時信任家臣長船綱直，遂將國政轉由綱直處理，造成了達安和綱直的對立，達安也漸漸對秀家感到不滿。不過即使達安和綱直對立，因為達安之妹為綱直之側室，綱直之女為達安之正室，因這層關係，達安終於在綱直死前和解了。（但是傳聞綱直之死為達安等敵對勢力毒殺所為。）
慶長5年（1600年）1月，宇喜多家中終於發生了御家騷動。因為在前年死去的綱直之後，繼任國政的中村次郎兵衛同樣遭到達安、岡家利（利勝之子）、花房正成等宇喜多重臣的反感，當中的原因在於中村是切支丹（基督教）信者，和篤信日蓮宗的達安、利勝等人顯得格格不入，不管達安如何上訴秀家，秀家均未鄭重理會達安的意見，為此達安、家利以及宇喜多詮家（左京亮，秀家堂兄，達安妹婿，後改名坂崎直盛）發動武裝佔據秀家在大坂的玉造宅邸，期間大谷吉繼和德川家臣神原康政都曾為此事而前往宇喜多家做調停，然而全都因為達安等人的堅持而失敗，最後由「五大老」之一的德川家康出面調解，結果是達安等宇喜多重臣離開宇喜多家轉為德川家臣而解決此事，然而此結果也造成宇喜多家之後在關原之戰戰力減半，國政也趨向衰弱。

### 關原時期
慶長5年（1600年）達安等宇喜多家臣以新參德川家臣的身分加入會津征伐，之後轉攻歧阜城。隨後參加關原之戰，達安於前哨戰，合渡川之戰騎著愛馬「通天黑毛」渡河立下一番槍，更於關原本戰借取加藤嘉明的軍陣，聯合黑田長政的軍勢對抗石田三成軍，傳說此戰達安討取了名將島左近，更取得其頭盔和鎧甲成為家傳寶物（現今戶川紀念館中僅保留頭盔上的"緒"，頭盔則於大正四年由戶川安宅氏送往久能山東照宮做奉納之用。鎧甲則因早年大火燒失。），並且此戰奮勇作戰的英姿，和其頭盔的裝飾物的關係，被取異名為「干支的達安」
戰後，被家康賜與備中庭瀨藩2萬9千2百石（後加增至3萬石），期間達安修築撫川城並新建庭瀨城，熱心建立日蓮宗的寺廟如「名越妙見山」的「真城寺」、「覺如山不變院」、「啟運山盛隆寺」、「善立院」，改建城下町以及治水水道、新田開發、整備庭瀨外港等，在領地也留下良好的內政功績。
外交方面則和領地相近的大大名小早川秀秋、福島正則等交好，達安曾經贈送愛馬「通天黑毛」給秀秋，秀秋也回禮名刀大左文字給達安。而福島正則也曾於書信中稱讚達安的武勇以及為人，達安也曾在福島家面臨改易危機時，與安藤重信、永井直勝作為三奉行前往福島家勸說。

### 江戶時期
達安某年（應是大坂之陣前夕）在從江戶回到領地備中的途中經過大坂城，當時大坂豐臣家正招集浪人準備對抗德川家，當中開始有騷擾大坂附近的德川家領地的舉動，達安聽聞之後前往領地被騷擾的大名家助陣，浪人因此不敢攻擊而退去。
慶長十九年（1614年）達安也參加了大坂之陣，於冬之陣中達安率軍於大坂城西方佈陣，並於野田福島之戰和九鬼守隆、池田忠繼、花房職之等人乘戰船攻擊放火福島一帶，成功令敵軍退守回到大坂城。大坂夏之陣則是以培烙玉攻擊大坂城，也立下戰功，不過豐臣方因為有達安在宇喜多家時期的親戚（岡平內，達安妻兄岡家利之子、利勝孫）加入對抗德川軍，家康因此令其功過相抵（但家利被迫切腹）。然而達安往後受到德川家禮遇，成為了德川秀忠的御伽眾，並將自身的戰陣體驗講述給年輕的旗本武士們作為參考。
最後戶川家作為德川家旗本大將延續家世，達安於寬永四年（1628年）死後戶川庭瀨本家由次男戶川正安（土佐守、與叔父同名）繼承，同時正安之弟戶川安尤分領3400石、戶川安利分領3300石分別為早島、帶江戶川家。之後庭瀨本家至達安孫戶川安宣繼承時又分領弟戶川安成而分為妹尾、撫川兩家。
而本家傳至曾孫戶川安風時因為無嗣而遭到改易，由安風之弟逵富繼承戶川家，成為9千石的旗本武士傳續13代直至明治維新時代。

## 逸事
天正十九年（1591年），秀吉進入秀家之亭的茶室，與秀家、小西行長等商議朝鮮征伐之事。這時，達安在茶室廊下守候。
軍議結束後，秀吉準備回到客廳，但竹道與花植堤之間有土壇，秀吉登不到而被困，這時達安背負秀吉登過土壇。
因為十分輕易地登過，秀吉感到非常高興。
文祿元年（1592年），達安身在朝鮮，因為為人武威，朝鮮土民看到其軍勢便逃離，為此達安發出許多木札，上面說：
「我不會殺汝等，如恐有事發生、持此印者，則沒有加害之事也。」（林羅山（道春）的家譜記載此事。）
並分與六百金。土民們大喜，並用油紙把木札包好，感到已安全了。
自此以後，朝鮮當地的人民皆持此木札，喊著肥後守殿下（達安的官稱）並湧入戶川軍陣之中，把米、粟、木材、炭薪、魚肉等多餘食物獻出來。
但達安後來移到其他陣地，轉由他軍駐軍原處，土民因不知此事而依舊進入軍陣，最終被捕，土民不斷的嚷著「肥後殿下！肥後殿下！」，但不知情的日本軍將士最終把土民們殺死了。
自此之後，朝鮮的土民皆視日本人為虎狼，毫無軍法可言，全都走到鄰近的山中逃避，同時把刻有「神功皇后弓」（高麗王與日本不睦之意）的巨石豎立起來；據說達安之後有回去當地並看到這石碑，因此對於日軍虐殺朝鮮人民感到氣憤。而此巨石現今仍然現存。（林羅山（道春）「梅村載筆」記載此事。）
達安回國後，對秀吉傳達日軍將領虐殺朝鮮人民的行為，秀吉聽後大怒並親赴朝鮮，並把軍法不善的軍隊嚴懲，並對諸侯說「絕對不可胡亂殺人！」因為此事終於暫時舒緩虐殺的情況。
慶長十九年（1614年）大阪冬之陣期間，達安佈陣於大阪城西，因為兵力比較少的緣故，城中的豐臣軍將領有人提議偷襲戶川軍的軍陣，然而名將後藤基次（後藤又兵衛）卻對眾人說：「達安即使少人數也備有鐵壁之勢，不可胡亂奇襲。」因此豐臣軍諸將因而作罷。
江戶時期有一天，台德公（德川秀忠）開設猿樂之宴的時候，所有的諸國大名之中，達安也在。
宴會當中，石川八左衛門（德川旗本將領之一，後來之大隅守）負責勤膳之務，達安隔鄰的眾人都是諸國的大名，所以石川把酒壺拿起斟酒，雖然達安有臨席，也上酒對之，但宴會之熱絡讓達安等了很久，終於達安伸出左手，握住石川的酒壺並把酒倒入自己的杯中，並飲盡之，之後說：「我已把酒飲盡，請您繼續斟酒」，說罷後放手。花房志摩守（花房正成），見到這事之後與親信說：「石川之勇力在旗本中可算是無人能及，但戶川達安也決不比之拙劣，不！可能在其之上也說不定。」

## 評價
「長身高大體壯、力氣超越眾人...年老時有如仁王一般」(出自宇喜多家史談會會報第七號、戶川家記)

## 家臣
- 戶川正安（主水正。達安長弟）
- 戶川勝安（助左衛門、玄蕃允、達安次弟）
- 新免宗貫（加賀守）
- 馬場職家（重介、次郎四郎。八濱七本槍之一）
- 國富貞次（源右衛門。八濱七本槍之一）
- 青井善兵衛
- 完耳太郎兵衛

## 外部連結
- 早島町の概要 旗本のまち
- 戸川家記念館
- 早島町戸川家記念館 （页面存档备份，存于）
- 達安鎧甲 伊豫礼黒漆包革二枚胴具足 （页面存档备份，存于）